# Unipol (huilerie)
Unipol (acronyme de Union des Industries de Produits Oléagineux) était une entreprise française issue du regroupement d'huileries et de savonneries marseillaises.

## Historique
À Marseille en 1896, les huileries Rocca, Tassy & de Roux emploient 1 800 ouvriers et lancent la marque Végétaline, la première faite de beurres végétaux, à base de graine de coco ou d'huile de coprah totalement hydrogénée, pour élever la température de fusion de nimporte quelle huile et d'obtenir ainsi un produit plus dur à température ambiante. La marque reçoit le Grand Prix de l'Exposition Universelle de Paris de 1900 et un brevet est déposé le 9 mars 1901. Rocca, Tassy & de Roux est rapidement imitée par d'autres industriels: Magnan frères, les Établissements Verminck, Darier de Rouffio, Établissements Roberty, ou la société Coco Provence. Les marques se multiplient: Cocose, Oréose, Beurréose, Beuriette, Coco fruitine, Coco Provence Les Cocogène, Cocolina, etc. Les deux tiers de la production sont exportés vers l'Angleterre, les Pays-Bas, la Scandinavie, l'Allemagne et le Danemark. Rocca, Tassy & de Roux exploite trois usines à Marseille et son patron Emilien Rocca en construit une à Hambourg en 1902 et une autre à Genève en 1908, un an avant de nouveaux brevet permettant d'utiliser aussi l'huile d'arachide.
Unipol est créée à la fin des années 1950 lors d'un rapprochement entre les entreprises d'oléagineux marseillaises L'Huilerie Nouvelle et Rocca Tassy & De Roux. (Végétaline. Le Chat.  La Tour). Les huileries fondée au XIXe siècle à Marseille par Charles-Auguste Verminck avaient gardé son nom, bien après sa mort, puis été nommées "L'Huilerie Nouvelle".
En 1959, elle rachète la société normande de Corps Gras, qui devient Nouvelles savonneries françaises.
En 1960, elle prend le contrôle de la Grande Huilerie Bordelaise, et la marque d'huile Huilor.
En 1975, Unipol fait partie de l'Union Générale des Savonneries de Marseille
Unipol cède en 1981 sa filiale alimentaire, nommée Société Française Alimentaire et dont Végétaline faisait partie, à Lesieur.